# Maniche (Haïti)
Maniche (Manich en créole), est une commune d'Haïti située dans le département du Sud et l'arrondissement des Cayes.

## Démographie
La commune est peuplée de 21 766 habitants(recensement par estimation de 2009).

## Administration
La commune est composée des sections communales de :
- Maniche
- Dory
- Melon

## Économie
Une mini-foire se tient devant l'église de Maniche en décembre et permet d'exposer et vendre les produits de la région : maïs, goyave, riz pilé, orange, manioc, ananas ; ainsi que des produits transformés : vin de maïs et d'orange, liqueur, gelée et confiture de goyave, crémas, cassave, farine de manioc et produits dérivés.

## Sources
1. ↑  [PDF] (fr) Population totale, par sexe et population de 18 ans et plus estimées en 2009, au niveau des différentes unités géographiques sur le site de l'Institut haïtien de statistique et d'informatique (IHSI)
2. ↑  Mini-Foire de Maniche